# Buer

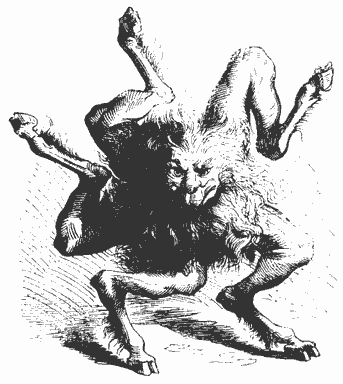
Buer, um dos presidentes do Inferno

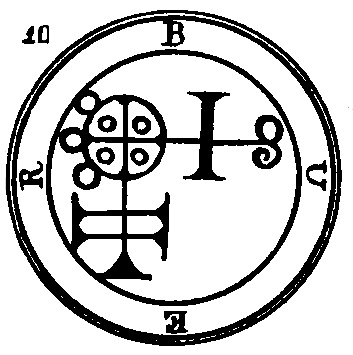
Selo de Buer

Buer é um espírito que apareceu no século XVI, no grimório Pseudomonarchia Daemonum e seus derivados, onde ele é descrito como um grande Presidente do Inferno, tendo cinquenta legiões de demónios sob seu comando. Ele aparece quando o Sol está em Sagitário.
Buer ensina Filosofia Moral e Natural, Lógica, e as virtudes de todas as ervas e plantas. Ele também cura as enfermidades, especialmente a dos homens, e dá bons familiares.
Ele é retratado na forma de um Sagitário, que é como um centauro, com um arco e flechas.
De acordo com outros autores, ele ensina Medicina, e tem a cabeça de um leão e cinco pernas de cabra, para andar em torno de seu próprio corpo em todas as direções.
Embora a etimologia do seu nome seja incerta, curiosamente houve uma antiga cidade chamada "Buer" (agora Gelsenkirchen) na Vestefália, na Alemanha.